# PGC 2578350
LEDA/PGC 2578350 ist eine Galaxie im Sternbild Drache am Nordsternhimmel. Sie ist schätzungsweise 1,1 Milliarden Lichtjahre von der Milchstraße entfernt und hat einen Durchmesser von etwa 105.000 Lichtjahren.
Im selben Himmelsareal befinden sich u. a. die Galaxien IC 1231, PGC 2575086, PGC 2577647, PGC 2581971.